# Meteoritenfall Bad Rodach (1775)
Koordinaten: 50° 21′ 0″ N, 10° 48′ 0″ O
Der Meteoritenfall Bad Rodach im Jahr 1775 ist die Bezeichnung für ein Impaktereignis in Deutschland bei Coburg (Oberfranken).

## Geschichte
Vom Rodacher Meteoriten, der am 19. September 1775 niederging, sind in der Coburger
Wöchentlichen Anzeige mehrere Augenzeugenberichte im Zeitraum vom 15. Dezember 1775 bis 17. Mai 1776 enthalten. So sei damals vielen Beobachtern bei völlig heiterem Himmel ein starkes, mehrmaliges Knallen, gefolgt von einem Gerassel aufgefallen.
Eine Augenzeugin sammelte um etwa 10 Uhr Kartoffeln, als sie laut Bericht der Coburger Wöchentlichen Anzeige plötzlich einen „Feuerklumpen so groß wie ihr Korb, begleitet von Knallen und Prasseln in der Luft“ entdeckte. Neben ihr schlug ein blauer Klumpen von der Größe eines Gänse-Eies in den Ackerboden ein. Staub und Dampf stiegen mannshoch empor.
Die Suche nach dem Stein blieb zunächst ergebnislos. Zwei Tage später wurde inmitten eines Kessels im Erdreich ein 6,5 Pfund (3,6 kg) schwerer Stein entdeckt (bis 1811 wog 1 Pfund in Bayern circa 561 g). Der Stein hatte eine Kartoffelpflanze direkt getroffen, die einzelnen Kartoffeln nach außen geschleudert, einige zerschmettert, andere schwarz und braun angekokelt.
Laut einem weiteren Bericht war der Stein selbst mit einer dünnen dunkelbraunen Rinde überzogen. Er ähnelte einem Tetraeder, mit ungleichen Flächen; die größte Seitenfläche hatte eine runde Vertiefung mit radialen Streifen.

## Verschwinden und vermeintliches Wiederauffinden des Meteoriten
Der Meteorit wurde ins herzogliche Naturalien-Kabinett gebracht, von wo er spurlos verschwand. Chladni schrieb dazu: 

„…es muß ihn also jemand entweder gestohlen, oder aus Unverstand weggeworfen haben. Mancher, der sonst schwerlich etwas stehlen würde, trägt kein Bedenken, aus einer Naturalien-Sammlung etwas, das er brauchen kann, heimlich wegzunehmen, wie mir denn zwey solche Beyspiele von Männern, die sich Celebrität erworben haben, bekannt sind. Man hat dafür freylich auch andere Ausdrücke, als: stehlen; indessen ist es doch besser, wenn man für jede Sache, besonders für unrechte Handlungen, nur einen bestimmten Ausdruck hat, …“

Beim Aufräumen in der Kunstsammlung Coburg wurde 230 Jahre nach dem Meteoritenfall in einem alten Schrank ein Stein gefunden, auf den die Beschreibung des verschwundenen Meteoriten passte. Der Rest eines alten, unleserlichen Etiketts war auszumachen. Während seiner Analyse wurden hohe Gehalte an Kupfer festgestellt. Da Kupfer allerdings in diesen Mengen im Weltall nicht vorkommt, wurde ausgeschlossen, dass es sich beim vorliegenden Stein um den gesuchten Meteoriten handelte. Damit bleibt der Meteorit von Bad Rodach weiterhin verschollen.